# Mervilla
Mervilla (em occitano:  Mervilar) é uma comuna francesa na região administrativa da Occitânia, no departamento do Alto Garona. Estende-se por uma área de 2.76 km², com 272 habitantes, segundo o censo de 2018, com uma densidade de 99 hab/km².